# Кальченко Никифор Тимофійович
Ники́фор Тимофі́йович Ка́льченко (27 січня (9 лютого) 1906 , Кошманівка, Костянтиноградський повіт, Полтавська губернія, Російська імперія  — 14 травня 1989 , Київ ) — український радянський партійний і державний діяч, Герой Соціалістичної Праці. Кандидат у члени ЦК КПУ (1938—1946). Член ЦК КПУ (1946—1981). Член Політбюро ЦК КПУ (вересень 1952 — лютий 1976). Кандидат у члени ЦК КПРС (1952—1956). Член ЦК КПРС (1956—1961). Кандидат у члени ЦК КПРС (1961—1976). Депутат Верховної Ради СРСР 1-го, 3–9-го скликань, Верховної Ради Української РСР 1–9-го скликань.

## Біографія

Могила Никифора Кальченка

Народився 27 січня (9 лютого) 1906 року в селі Кошманівці (нині Машівського району Полтавської області) в селянській родині.
У 1921–1924 роках навчався в Полтавській школі садівництва.
У 1924–1925 роках працював уповноваженим районного комітету Спілки робітників землі і лісу (робземлісу) в селі Машівці на Полтавщині.
У 1925–1928 роках навчався в Полтавському сільськогосподарському інституті, здобув спеціальність агронома-організатора.
З серпня 1928 року — агроном-інструктор Конотопської окружної колгоспспілки. З вересня 1929 року — агроном-рільник, а з січня 1930 року — член правління Полтавської окружної колгоспспілки. З грудня 1930 року — заступник голови Полтавської райкоопспілки.
З серпня 1931 року — керуючий міжрайонної контори «Союзнасіннєвод» в Полтаві.
Член ВКП(б) з 1932 року.
З серпня 1933 року — старший агроном Полтавської машинно-тракторної станції (МТС).
З березня 1935 року — директор Кононівської МТС Ковалівського району Харківської області.
З вересня 1937 року — начальник олійного, начальник зернового управління Харківського обласного земельного відділу.
11 травня 1938–1941 року — в.о. голови, голова виконавчого комітету Одеської обласної ради депутатів трудящих.
Учасник німецько-радянської війни. З жовтня 1941 року — член Військової ради 56-ї армії. З червня 1943 року — член Військової ради 16-ї армії.
З серпня 1943 року — член Військової ради Воронезького (генерал-майор з 21 вересня 1943 року), з жовтня 1943 року — 1-го Українського фронтів (генерал-лейтенант з 20 квітня 1944 року).
З червня 1945 по 1946 рік — член Військової ради Центральної групи військ.
З 15 травня 1946 по 10 лютого 1947 року — міністр технічних культур Української РСР.
З 10 лютого 1947 року по 15 квітня 1950 року — міністр радгоспів Української РСР.
З 15 квітня 1950 року по 21 травня 1952 року — міністр сільського господарства Української РСР.
З 21 травня 1952 року по 15 січня 1954 року — 1-й заступник голови Ради Міністрів Української РСР. Одночасно з 10 квітня по 18 грудня 1953 року — міністр сільського господарства і заготівель Української РСР.
З 15 січня 1954 року по 28 лютого 1961 року — голова Ради Міністрів Української РСР.
З 3 березня 1961 по 27 березня 1962 року — заступник голови Ради Міністрів Української РСР і міністр заготівель Української РСР.
З 27 березня 1962 року по 13 лютого 1976 року — 1-й заступник Голови Ради Міністрів Української РСР. Одночасно 27 березня 1962 — 16 березня 1965 року — міністр виробництва і заготівель сільськогосподарських продуктів Української РСР.
З лютого 1976 року — персональний пенсіонер союзного значення. Жив у Києві. Помер 14 травня 1989 року. Похований у Києві на Байковому кладовищі (ділянка № 2).

### Родина
- Донька — скульпторка, народна художниця УРСР Галина Кальченко (1926—1975).
  - Онук — скульптор Микита Кальченко (нар. 1954).
  - Зять — військовослужбовець, Герой Радянського Союзу Павло Білаонов (1919—1996).
- Син — економіст, доктор економічних наук Володимир Кальченко (1930—2005).
  - Невістка — артистка балету, балетмейстер, заслужена артистка УРСР Альвіна Кальченко (1936—2024)[3].

## Нагороди
- Герой Соціалістичної Праці (6.02.1976).
- вісім орденів Леніна (зокрема 7.02.1939 «за видатні успіхи в сільському господарстві, і особливо за перевиконання планів основних сільськогосподарських робіт»; 25.05.1945, 23.01.1948, 8.02.1956 «у зв'язку з п'ятдесятиріччям з дня народження і беручи до уваги його заслуги перед Радянською державою»; 26.02.1958, 8.02.1966, 8.12.1973, 6.02.1976),
- орден Жовтневої Революції (27.08.1971)
- два ордени Богдана Хмельницького 1-го ступеня (29.05.1944, 29.07.1944),
- орден Червоного Прапора (6.04.1945),
- орден Вітчизняної війни 1-го ступеня (11.03.1985),
- орден Трудового Червоного Прапора,
- медалі.